# Opiekunka (film 1995)
Opiekunka – amerykański thriller z 1995 roku.

## Obsada
- Alicia Silverstone jako Jennifer
- Jeremy London jako Jack
- J.T. Walsh jako Harry Tucker
- Lee Garlington jako Dolly Tucker
- Nicky Katt jako Mark
- Lois Chiles jako Bernice Holsten
- George Segal jako Bill Holsten
- Ryan Slater jako Jimmy
- Brittany English Stephens jako Bitsy

## Fabuła
Jennifer to piękna nastolatka, która pracuje jako opiekunka do dzieci. Nie wie, że jest obiektem pożądania kilku mężczyzn. Interesuje się nią nie tylko jej chłopak Jack, ale też Mark i jej pracodawca Harry. Pewnego wieczoru, kiedy pilnuje dzieci Tuckerów, odwiedzają ją pijany Jack z Markiem. Dochodzi do kłótni i dziewczyna ucieka. Goniący ją Mark zostaje potrącony przez samochód Harry’ego.